# Филории
Филории (лат. Philoria) — род бесхвостых земноводных из семейства Limnodynastidae или подсемейства Limnodynastinae семейства австралийских жаб (Myobatrachidae).

## Классификация
На февраль 2023 года в род включают 7 видов:
- Philoria frosti Spencer, 1901 — Горная филория
- Philoria knowlesi Mahony, Hines, Mahony, and Donnellan, 2022
- Philoria kundagungan (Ingram & Corben, 1975) — Красно-жёлтая лягушка
- Philoria loveridgei Parker, 1940 — Норная лягушка
- Philoria pughi Knowles, Mahony, Armstrong & Donnellan, 2004
- Philoria richmondensis Knowles, Mahony, Armstrong & Donnellan, 2004
- Philoria sphagnicolus (Moore, 1958) — Моховая лягушка

Открытые в 2022 году:
- Philoria knowlesi (Mahony, Hines, Mahony, and Donnellan, 2022)